# Моторна возила
Моторна возила су различите конструкције (машински системи - самоходне машине), које имају различите основне задатке:
- превоз људи и роба по изграђеним саобраћајницама;
- обављање задатака ван путева (различите радне операције у пољопривреди, шумарству, грађевинарству и другим привредним гранама).

Двије основне врсте возила:
- транспортна возила (брзина возила представља основни показатељ њихове функционалне прикладности);
- радна возила (сила на потезници представља основни показатељ њихове функционалне прикладности).

Основни системи и механизми моторних возила:
- Мотор
- Трансмисија (систем за пренос снаге)

- Спојница
- Мењач
- Зглобни преносник
- Главни преносник
- Диференцијал
- Погонска полувратила

- Систем за кочење
- Систем за ослањање
- Систем за управљање
- Носећа структура
- Опрема и уређаји